# Sweet16
Sweet16（スウィート・シックスティーン）は、Apple II StdのBASICに含まれる16ビットCPUエミュレータ。
MOS 6502の弱点であるデータやポインターが16ビットサイズになると処理が急に煩雑になる欠点を補強する為にApple IIのデザイナーであるスティーブ・ウォズニアック自身によって書かれた。Sweet16は16ビットのレジスタを16本持ち、ウォズニアックが「6502のアセンブリ言語で直接書かれたプログラムより実行速度は30倍ほど遅かったもののコード量を減らすのには大変役に立った」と言っているように、16ビット処理では非常に有用でApple社純正のアセンブリ言語であるEditor/Assembler（プログラマーはランディ・ウィギントン）でもSweet16をRAM上に置いて使っている。